# Glypta scabrosa
Glypta scabrosa là một loài tò vò trong họ Ichneumonidae.